# Incapacité totale de travail
Pour les articles homonymes, voir ITT.
 (septembre 2022).
Ne doit pas être confondu avec Incapacité permanente partielle ou Incapacité temporaire partielle.
En droit français, une incapacité totale de travail (droit pénal) ou une incapacité temporaire de travail (droit du travail) est une période pendant laquelle une personne est médicalement inapte au travail ou à une quelconque activité, rémunérée ou non. Le terme ITT est une homonymie renvoyant aux deux notions.

## Droit pénal
L'incapacité totale de travail renvoie à une gêne fonctionnelle dans les activités du quotidien. Elle permet au magistrat d’apprécier la gravité des conséquences de violences exercées sur les personnes. Elle est nécessaire premièrement pour définir la qualification pénale et la peine encourue de l'auteur présumé, puis pour mesurer le préjudice subi et l’indemnisation éventuelle.

### Indemnisation
L’indemnisation doit en principe réparer la perte de ressources ou les frais engendrés par l’arrêt d’activité :
- pour les salariés, l’évaluation est relativement simple et se fonde sur les bulletins de paie antérieurs à l’accident ;
- pour les professions libérales, commerciales, industrielles ou agricoles il faut rechercher la perte des ressources à partir des bénéfices augmentés des frais et non du chiffre d’affaires.

Les déclarations fiscales sont retenues comme une base solide :
- pour l'homme ou la femme au foyer, l’indemnisation retenue est en général égale au SMIC ;
- pour les retraités, une indemnisation inférieure au SMIC est généralement retenue ;
- pour les étudiants, il est généralement retenu une indemnité entre 325 et 460 euros par mois.

### Certificat médical initial
La Haute Autorité de santé a publié en octobre 2011 une recommandation de bonne pratique sur le certificat médical initial concernant une personne victime de violences. Elle a pour objectif de définir la mission médico-légale du médecin, d'améliorer la détermination de l’incapacité totale de travail et de rappeler la possibilité d'orienter la victime vers une structure médicalisée spécialisée.

## Droit du travail
L'incapacité temporaire de travail est l'état d'un salarié dans l'impossibilité de travailler en raison de son état de santé et qui suspend son contrat de travail. Elle est constatée par son médecin traitant qui établit un arrêt de travail ou un certificat médical.